# Call of Juarez (jogo eletrônico)
Call of Juarez é um jogo de tiro em primeira pessoa, desenvolvido pela  Techland e Nvidia e publicado pela Focus Entertainment na Europa, pela a Auran Development na Austrália e pela a Ubisoft na America do Norte. O jogo conta a história de Billy Candle e Reverendo Ray, dois homens que vivem no Velho Oeste americano/mexicano. O jogo foi baseado em filmes de faroeste dos anos 1970/1980.

## Enredo
O jogo é dividido em 15 episódios:
Episódio 1
- Billy Candle está querendo visitar sua mãe e seu padrasto.
- Billy deve ter cuidado para descer a montanha e ter paciência para entrar na Cabana de Jones sem ser visto.
- Após cumprir a missão, Billy deve seguir até a cidade, onde não pode entrar armado.
- Billy não pode perder sua pistola se perder, procura uma pela cidade.
- De repente, Suzy, uma conhecida de Billy, lhe chama.
- Billy sabe que ela possui uma pistola e vai até ela.
- Mas Clyde Forrester, dono do Grand Saloon, vê Billy com Suzy.
- Billy tenta fugir, mas Forrester avisa a todos na cidade, assim sendo, Billy não tem como escapar.
- Após sair da cidade estratégicamente, Billy vai para a Casa de Crazy Frank, onde Billy consegue munição para a pistola.
- Após fugir, Billy anda por um caminho arriscado e chega a casa de mãe, mas algo estranho acontece…

Episódio 2
- Reverendo Ray vai dar uma missa, mas Clyde Forrester perturba o reverendo gritando na Igreja, até uma mulher chegar e avisar que ouviu um som de tiros.
- Ray vai imediatamente até o local, onde se depara com Thomas e Marisa, padrasto e mãe de Billy e "Call of Juarez" escrito com sangue na porta do grande curral.
- O local do acontecimento é a casa da mãe de Billy.
- Ray acha que Billy matou sua mãe e seu padrasto, e corre atrás dele.
- Ray desiste após Billy derrubar a ponte, e ao voltar para a casa da mãe de Billy, vê 3 ladrões roubando algumas coisas dos mortos.
- Ray não gosta do acontecimento, e vai avisá-los que Deus não gosta desse ato criminoso.
- Mas um dos três se volta contra Ray, então começam a lutar.
- Ray vence e então decide avisar o xerife.

Episódio 3
- Ray está na Igreja.
- Após pegar suas pistolas, sai da Igreja e vê um tumulto.
- Todos estavam discutindo sobre os acontecimentos recentes e no meio da discussão, um homem mata o xerife a tiros.
- Todos fugiram de medo.
- Ray vai a cidade e mata a todos os que atiram nele.
- Após muito andar, Ray chega ao Grand Saloon e põe fogo no local.
- Clyde Forrester se irrita e chama Ray a um duelo.
- Ray vence.

Episódio 4
- Billy se lembra de uma uma amiga, Molly, que o ajudaria a provar sua inocência, e decide atravessar uma área repleta de bandidos para chegar até ela.
- Após um longo caminho, Billy chega a uma ponte, onde do outro lado a uma mina para ele atravessar e chegar a uma parada de trem.
- Mas a ponte se rompe e ele cai rio abaixo.
- Billy se agarra num rochedo e chega ao outro lado.
- Billy consegue encontrar um novo caminho.
- Após cruzar todo o caminho e chegar a parada de trem, Billy mata vários bandidos, que estão do outro lado dos trilhos.
- Depois de matar todos, Ray aparece do outro lado dos trilhos…

Episódio 5
- PS: O episódio 5 acontece ao mesmo tempo que o episódio 4.
- Ray entra numa mina ao lado do rio, próximo a ponte onde Billy passou.
- Após Ray matar muitos bandidos, ele sobe até o topo da mina, matando todos os bandidos.
- Ao chegar no topo da mina, ele chega a parada de trem.
- Após matar mais dois bandidos, Ray vê que Billy está do outro lado dos trilhos.
- Mas Billy pula em cima do trem que passava naquele exato momento, e escapou de Ray.
- Ray segue o trem, mas um bandido o desafia para um duelo.
- Ray vence.

Episódio 6
- Ray está seguindo Billy pelo caminho do trem.
- Pelo caminho há muitos bandidos.
- Ray deve matar a todos.
- Depois, Ray recebe ajuda de alguns soldados, para atravessar uma barricada e matar outros bandidos.
- Mas quando Ray retorna, é pego de surpresa por um bandido, que matou o líder dos soldados e capturou uma mulher.
- A porta do trem está trancada, então Ray dá a volta pela montanha e atira na barra que segura a porta.
- Após retornar, Ray mata o bandido e resgata a mulher.
- Assim que se encontra com o maquinista do trem, outro bandido o desafia a um duelo.
- Ray vence.

Episódio 7
- Billy decide roubar um cavalo do rancho de um homem que é idêntico ao Jones (ver Episódio 1).
- Após roubar o animal, Billy deve chegar ao rancho de Molly, onde ele pode pedir ajuda.
- Mas no caminho se depara com índios, então ele toma cuidado.
- Ao chegar no rancho, Billy vê muitos guardas, o que significa que ele deve entrar de uma maneira diferente.
- Após o difícil percurso, Billy entra no casarão do rancho.
- No segundo andar, ele procura pelo quarto de Molly.
- Mas quando encontra, o pai dela e mais alguns homens o encontram.
- Todos vão para fora de casa.
- Enquanto o pai de Molly conversa com Billy, começa um tiroteio na entrada do rancho.
- Quando Billy vê, é o Reverendo Ray…

Episódio 8
- PS: O episódio 8 acontece ao mesmo tempo que o episódio 7.
- Ray segue o mesmo caminho que Billy, e pode roubar um cavalo dos índios.
- Após chegar próximo ao rancho de Molly, Ray se encontra com um grupo de homens que o ajudam a invadir o rancho.
- Assim que Ray encontra Billy, o persegue de cavalo.
- Ray acerta Billy com suas pistolas e derruba-o no rio.
- Ray retorna ao casarão do rancho, mas é desafiado por dois bandidos para um duelo.
- Ray vence.
- Após vencer, Ray vê o pai de Molly, que o avisa que um bandido a sequestrou.
- Ray monta em um cavalo e corre atrás do bandido, que escapou com uma jangada.

Episódio 9
- Billy acorda depois que é resgatado por Calm Water, um índio velho.
- Calm Water o ensina a usar o arco-e-flecha.
- Assim, Billy deve caçar três coelhos.
- Mas quando retorna, vê um grande incêndio na morada de Calm Water.
- Billy vai até o rio e pega água com um balde, apagando o incêndio.
- Calm Water lhe pede que busque no topo de um rochedo muito alto, uma pena de uma águia.
- Após a difícil escalada, Billy retorna e vê que Calm Water foi morto por dois bandidos.
- Quando olha para trás, leva um soco e desmaia.

Episódio 10
- Ray chega ao local onde está o bandido que raptou Molly.
- Ray vê que os bandidos fogem em uma carroça, e os segue a cavalo.
- Após chegar numa casa, Ray é desafiado para um duelo.
- Ray vence, mas ainda assim fogem com Molly.

Episódio 11
- Billy está preso.
- Quando acorda, descobre que foi preso por seu verdadeiro pai, o Juarez, que foi o responsável pela morte de sua mãe e seu padrasto, e também pelo rapto de Molly.
- Depois de tudo, Billy se vê em frente a uma fortaleza.
- Ele segue até um cemitério, onde conversa com um garoto.
- Billy vai até uma velha igreja, e percebe que aquele local está relacionado a lenda do Tesouro de Juarez, que ele não acreditava existir no começo.
- Billy vai até um local distante, no deserto, e encontra um estranho buraco, no qual entra.

Episódio 12
- Billy está embaixo da terra.
- Billy segue um caminho que o leva ao Tesouro de Juarez.
- Lá, Billy se encontra novamente com seu pai, o Juarez.
- Com medo, Billy foge rapidamente.
- E quando não há mais como fugir, o teto se quebra e Ray aparece, salvando Billy.

Episódio 13
- Ray mata a todos os bandidos que seguiam Billy.
- Após chegar ao Tesouro, Ray enfrenta Juarez.
- Juarez foge após se ver ferido.

Episódio 14
- Ray invade a Fortaleza de Juarez.
- Após conseguir ir para debaixo da terra, Ray encontra Molly.
- Juarez começa a lançar dinamites, e Ray atira em todas as dinamites para destruí-las antes que cheguem ao chão.
- Mas a última atinge o chão e começa um incêndio.

Episódio 15 Final
- Billy retorna a fortaleza, onde estão Ray e Molly.
- Quando invade a fortaleza, Billy derruba uma caixa d'água, apagando o incêndio e salvando Ray e Molly.
- Billy entra na casa no centro da fortaleza, onde derrota Juarez num duelo.
- Billy vai até Ray e Molly, mas antes precisa vencer mais um forte bandido.
- Quando chega lá, Ray sai na frente, mas Juarez lhe dá um tiro na cabeça.
- Juarez explica que estava de colete, por isso sobreviveu ao duelo.
- E quando Juarez vai matar Billy, vê que sua pistola está sem munição.
- Então Billy e Juarez se enfrentam com socos.
- Billy vence, mas Juarez continuou vivo.
- Então, com um último pedido a Deus, Ray conseguiu acertar Juarez bem quando este iria matar Billy com uma faca, pelas costas.
- Assim, a história chega ao fim, com Billy e Molly à frente do local onde Ray é enterrado.